# Lisotrigona carpenteri
Lisotrigona carpenteri là một loài Hymenoptera trong họ Apidae. Loài này được Engel mô tả khoa học năm 2000.